# Rally Rías Baixas de 1980
El Rally Rías Baixas de 1980, oficialmente 16.º Rallye Internacional a las Rías Bajas, fue la decimosexta edición y la decimotercera ronda de la temporada 1980 del Campeonato de España de Rally. Fue también puntuable para el  Campeonato de Galicia de Rally. Se celebró del 8 al 10 de agosto y contó con un itinerario de diecinueve tramos que sumaban un total de 164 km cronometrados.

## Itinerario
| Día   | Tramo | Nombre               | Distancia | Hora  |
| ----- | ----- | -------------------- | --------- | ----- |
| Día 1 | TC1   | Chandebrito          | 5.90 km   | 16:28 |
| Día 1 | TC2   | Chenlo               | 9.10 km   | 16:35 |
| Día 1 | TC3   | San Antoniño         | 10.80 km  | 17:31 |
| Día 1 | TC4   | Chandebrito          | 5.90 km   | 18:22 |
| Día 1 | TC5   | Chenlo               | 9.10 km   | 18:58 |
| Día 1 | TC6   | San Antoniño         | 10.80 km  | 19:36 |
| Día 2 | TC7   | Ponteareas           | 6.10 km   | 00:48 |
| Día 2 | TC8   | Mondariz-Covelo      | 11.30 km  | 01:16 |
| Día 2 | TC9   | Hermida-Barciademera | 7.00 km   | 01:39 |
| Día 2 | TC10  | Barciademera-Estacas | 13.80 km  | 01:57 |
| Día 2 | TC11  | Moscoso-Borbes       | 5.50 km   | 02:35 |
| Día 2 | TC12  | Ponteareas           | 6.10 km   | 03:53 |
| Día 2 | TC13  | Mondariz-Covelo      | 11.30 km  | 04:21 |
| Día 2 | TC14  | Hermida-Barciademera | 7.00 km   | 04:44 |
| Día 2 | TC15  | Barciademera-Estacas | 13.80 km  | 05:02 |
| Día 2 | TC16  | Moscoso-Borbes       | 5.50 km   | 05:40 |
| Día 2 | TC17  | Mondariz-Covelo      | 11.30 km  | 06:11 |
| Día 2 | TC18  | Hermida-Barciademera | 7.00 km   | 06:34 |
| Día 2 | TC19  | San Colmado          | 5.30 km   | 07:35 |

## Clasificación final
| Pos. | Piloto                   | Copiloto           | Automóvil                | Tiempo  | Diferencia |
| ---- | ------------------------ | ------------------ | ------------------------ | ------- | ---------- |
| 1.   | Marc Etchebers           | David Valverde     | Porsche 911 SC           | 1:47:57 | 0.0        |
| 2.   | Carlos Piñeiro           | Pablo Iglesias     | SEAT 124-2100            | 1:51:29 | +3:32      |
| 3.   | Pío Alonso               | Leopold Varela     | Simca 1200 TI            | 1:52:39 | +4:42      |
| 4.   | Miguel Martínez Miguélez | Alberto Berdote    | Alpine-Renault A110 1800 | 1:53:37 | +5:40      |
| 5.   | Jean-François Lasalle    | Alain Peloffi      | Talbot Sunbeam Lotus     | 1:54:49 | +6:52      |
| 6.   | Manuel Rosendo           | Díaz               | Opel Kadett GT/E         | 1:58:33 | +10:36     |
| 7.   | Ceferino Barbazán        | Gustavo Piñeiro    | SEAT 124-1800            | 1:58:39 | +10:42     |
| 8.   | Mariano Lacasa           | Guillermo Barreras | Opel Ascona              | 2:01:07 | +13:10     |
| 9.   | Aranda                   | Moreno             | SEAT 124-1800            |         |            |
| 10.  | Carlos Gulias            | P. Muñoz           | SEAT 1430-1800           | 2:02:43 | +14:46     |